# Paul Peters (burgemeester)
P.J.J.M. (Paul) Peters (Roosteren, 1942) is een Nederlands politicus van de KVP en later het CDA.
Hij is geboren als zoon van de hoofdonderwijzer en later politicus Jan Mathijs Peters. Zelf was hij hoofdcommies bij de gemeentesecretarie in Ede en daarnaast gemeenteraadslid in Heteren voor hij in november 1975 burgemeester werd van de Limburgse gemeente Wijlre die op 1 januari 1982 ophield te bestaan en verdeeld werd over de nieuwe gemeenten Margraten en Gulpen. In augustus 1981 volgde zijn benoeming tot burgemeester van de gemeente Belfeld en in juni 1992 werd Peters benoemd tot burgemeester van Didam. Op 1 januari 2005 fuseerden de gemeenten Didam en Bergh tot de nieuwe gemeente Montferland waarvan Peters waarnemend burgemeester was tot Ina Leppink-Schuitema hem daar in september 2005 opvolgde. Vanaf juni 2006 was hij bijna een jaar waarnemend burgemeester van Lingewaard.
In augustus 2010 behoorde hij tot de verontruste CDA-leden die met hun ondertekening van een manifest publiekelijk aangaven tegen deelname van het CDA te zijn in een regeringscoalitie met gedoogsteun van de PVV (het latere kabinet-Rutte I).